# Julian Czyżewski

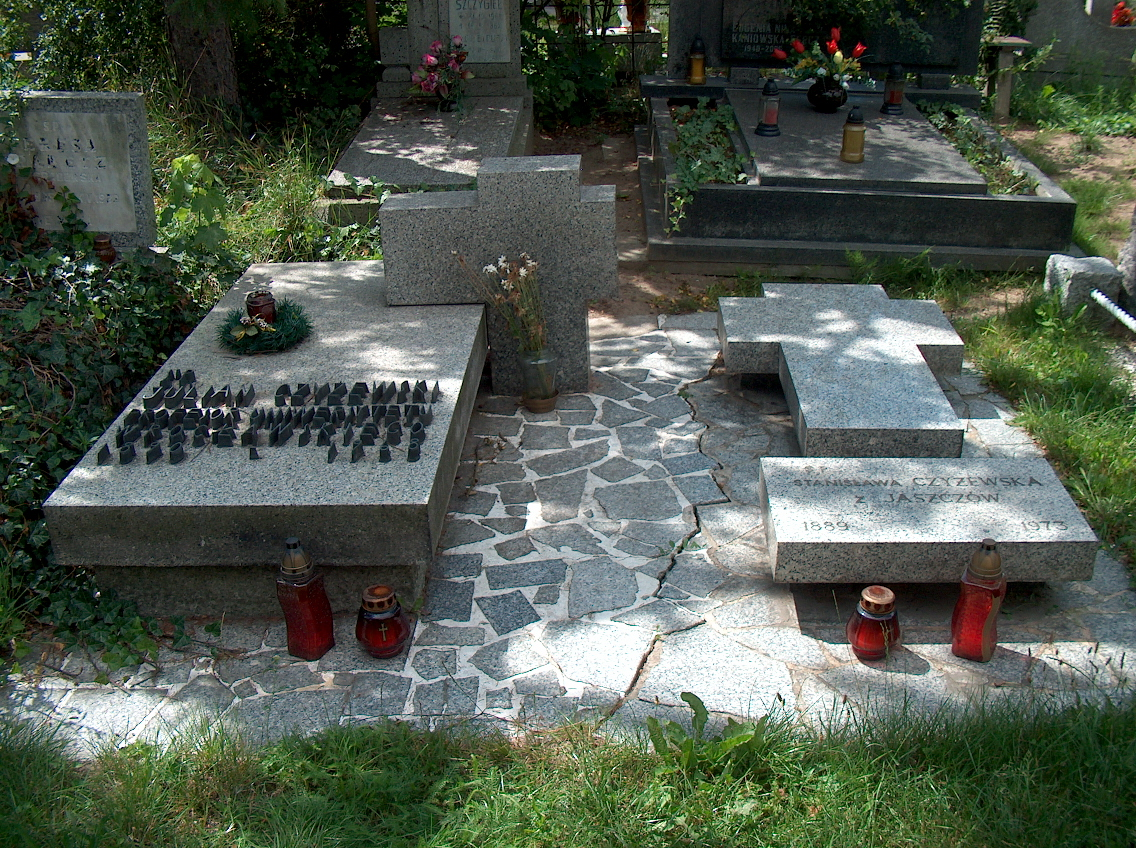
Grób Juliana Czyżewskiego

Julian Czyżewski (ur. 17 lipca 1890 w Rudzie koło Rohatyna, zm. 25 czerwca 1968 we Wrocławiu) – polski geograf, założyciel Instytutu Geograficznego Uniwersytetu Wrocławskiego, organizator badań regionalnych na Dolnym Śląsku
W listopadzie 1918 uczestniczył w obronie Lwowa w 1918 w trakcie wojny polsko-ukraińskiej.
Odbył studia geograficzne na Uniwersytecie Jana Kazimierza we Lwowie, m.in. pod kierunkiem Eugeniusza Romera. Na uniwersytecie tym doktoryzował się w roku 1924, a następnie w 1929 habilitował.
W 1929 roku zapoczątkował współpracę lwowskich naukowców z Uniwersytetem we Wrocławiu, którą kontynuował jako profesor Katedry Geografii lwowskiej Wyższej Szkoły Handlu Zagranicznego (od 1934).
Od 1945 założyciel i do 1958 pierwszy dyrektor Instytutu Geograficznego Uniwersytetu Wrocławskiego. Pełnił liczne funkcje uczelniane:
- 1945-1960 – kierownik Katedry Geografii Regionalnej,
- 1947-1948 i 1956-1960 – Dziekan Wydziału Nauk Przyrodniczych.

W 1946 założył i został pierwszym opiekunem Koła Naukowego Studentów Geografii UWr. Działające do dziś koło naukowe od 1975 roku nosi imię swojego założyciela.
Organizował geograficzne badania regionalne na Dolnym Śląsku, wraz z Mieczysławem Klimaszewskim opracował i wydał w 1948 roku pierwszą powojenna monografię geograficzną Dolnego Śląska - Oblicze Ziem Odzyskanych. Dolny Śląsk.
Związany z Polskim Towarzystwem Geograficznym, przyczynił się do jego reaktywacji po II wojnie światowej na I Ogólnopolskim Zjeździe Geografów w 1946 roku we Wrocławiu. W latach 1946–68 był redaktorem Czasopisma Geograficznego.
Był bratem Ludwika Czyżewskiego.
Został odznaczony Złotym Krzyżem Zasługi (1950).
Zmarł w 1968 roku, pochowany  na Cmentarzu Świętej Rodziny we Wrocławiu.